# Circulación aérea
La circulación aérea o tránsito aéreo son los vuelos realizados según las normas y procedimientos establecidos por la autoridad de aviación y que operan de acuerdo con los Reglamentos de Circulación Aérea.
La circulación aérea se divide en:
- Circulación aérea general, regulada por la Autoridad de Aviación Civil del Estado y que opera de acuerdo con el Reglamento General de Circulación Aérea.
- Circulación aérea operativa, que es el tránsito aéreo militar que se rige con el Reglamento de Circulación Aérea Operativa.